# 민립대학설립운동

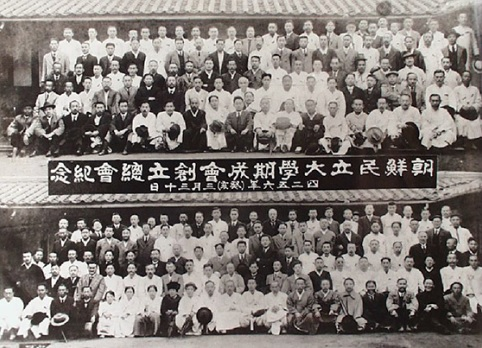
조선민립대학기성회

민립대학설립운동(民立大學設立運動)은 1920년대 초반 일제강점기 때 한국에서 실력양성운동의 일환으로 일제의 식민지 우민화 교육에 맞서 한민족의 손으로 대학을 설립할 목적으로 일어난 문화 운동이다.

## 배경

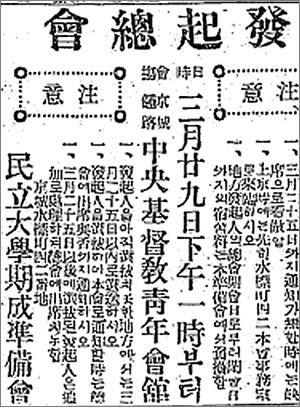
민립대학 기성회 광고 (1923년)

1910년 한일강제합병이후 일제는 군인 출신 총독을 임명하고 헌병경찰을 통해 강압적인 무단통치를 실시했다. 이에 반발하여 3·1운동이 발생하자 당황한 일제는 비폭력적인 운동임에도 불구하고 무력 진압과 보복학살을 자행하며 독립의지를 꺽고자했다. 그러나 도리어 일제의 조치에 대해 국제여론의 악화되었다. 이런 국제 여론을 무마시키기 위해 기존의 무단통치를 버리고 '문화의 발달과 민력(民力)의 충실'이라는 구호아래 문화통치를 실시했다.
문화통치라는 것을 내세운 일제는 표면적으로는 조선인에 대한 차별을 완화하는 등 여러 유화정책을 실시했지만, 이는 악랄한 식민지 정책을 은폐하고 미화하려는 위장수단일뿐이었다. 실상은 탄압과 감시, 민족문화 말살, 경제적 수탈을 강화하기 위한 고도화된 기만적인 식민 통치 방식에 불과했다.
교육차별을 없애겠다고 했으나 우민 정책의 일환으로 저급한 실업 기능 교육을 강조한 반면 사범대학을 제외한 고등교육을 실시하지 않았다. 이런 일제에 맞서 조만식, 이상재, 한용운, 이승훈, 송진우, 장덕수 등 47명의 조선 민족주의자들은 고등 교육의 필요성을 인식하고 조선인의 실력양성을 표방하며 조선민립대학기성회를 조직, 일제의 식민지 우민화 교육에 맞선 민족교육을 위한 교육운동을 전개하였다.

## 내용
1923년 3월 29일 조선민립대학기성회는 발기총회를 개최하여 '한민족 1천만이 한 사람 1원씩'이라는 구호를 걸고 400만원을 모금하여 구체적인 사업 계획을 펼쳤다. 이후 이상재, 이승훈, 조병한, 김탁 등 30여명으로 중앙집행위원회를 구성, 지방에는 지방부를 두기로 결의하여 4월 2일 제1회 중앙집행위원회에 위원장에 이상재, 상무위원에 한용운과 강인택, 유성준, 한인봉, 이승훈 등 9명을 선출하고 지방선전위원 13명을 선정하여 파견하였다. 그 결과 1923년 말까지 전국에 100여 개소에 지방부가 조직되고 간도와 봉천, 미국 하와이 등지에도 지방부가 확산, 조직되었다. 중앙부는 민립대학설립에 대한 선전과 모금운동을 실행하였으며 이승훈, 조만식, 안재홍, 이갑성 등의 유력자들은 지방을 돌아다니며 강연회를 열고 민립대학 설립취지를 천명하였다.

## 결과
민립대학설립운동이 전국적으로 확산되려는 조짐이 보이자 일제는 교육 운동을 정치 운동이라 판단하여 조선민립대학을 일본 도쿄의 도요 대학 분교로 발족하였다. 이에 조선교육회는 발족을 수락하였으나 조선 총독부는 일본의 대학령(大學令)에 분교 설치에 관한 조약이 없다는 이유로 스스로 파기하였다. 이후 총독부는 민립대학설립운동을 중단할 것을 요구하였고, 민립대학을 설립할 경우 조선인 학생뿐 아니라 일본인 학생도 수용하는 일선공학제(日鮮共學制)로 할 것을 강요하였다. 조선교육회 임원들은 임시 총회를 열고 총독부의 처사를 비난하며 일본 정부에 보내는 진정서와 민립대학 설립을 강행하겠다는 결의를 만장일치로 가결하였다. 총독부는 1922년, 조선교육령을 개정하여 경성제국대학 설립을 서두르며 민립대학과 관련된 인사들을 탄압하고 방해하는 등의 공작을 전개하였다. 또한 민립대학설립이 배일(排日) 사상을 고취한다는 구실로 강연회를 중지, 강제해산시키는 등의 탄압을 자행하였다.

## 같이 보기
- 3·1 운동
- 일제강점기